# بنای تیله اربابی
بنای تیله اربابی مربوط به اواخر دوره قاجار -اوایل دوره پهلوی است و در شهرستان پاکدشت، بخش شریف‌آباد، روستای کلین سادات واقع شده و این اثر در تاریخ ۱ مهر ۱۳۸۲ با شمارهٔ ثبت ۱۰۳۳۰ به‌عنوان یکی از آثار ملی ایران به ثبت رسیده است.